# 埃弗利足球會
埃弗利足球會（Aveley Football Club）是一支位於英格蘭埃弗利的職業足球會，目前於英格蘭足球全國聯賽南角逐。

## 外部連結
- Club website （页面存档备份，存于）
- Club's Youth website[永久]